# The Carnival Bizarre
The Carnival Bizarre è il terzo album in studio della band doom metal inglese Cathedral. L'album è stato registrato a Nottingham in Inghilterra. È stato ristampato nel 2008 in Australia.

## Tracce
- Tutte le canzoni sono state scritte da Dorian e Jennings, tranne dove annotato.

1. Vampire Sun - 4:06
2. Hopkins (The Witchfinder General) - 5:18
3. Utopian Blaster - 5:41
4. Night of the Seagulls - 7:00
5. Carnival Bizarre - 8:35
6. Inertias' Cave - 6:39
7. Fangalactic Supergoria - 5:54
8. Blue Light - 3:27
9. Palace of Fallen Majesty - 7:43
10. Electric Grave - 8:25
11. Karmacopia - 5:06 (traccia bonus solo per la ristampa giapponese)

## Formazione
- Lee Dorrian - voce, percussioni
- Garry Jennings - chitarra, percussioni, tastiere, mellotron
- Leo Smee - basso, voce, mellotron
- Brian Dixon - batteria, percussioni, percussioni arabe, voce secondaria

### Altri Musicisti
- Tony Iommi - chitarra in  Utopian Blaster
- Kenny Ball - tromba
- Mitchell Dickinson - gong, voce addizionale